# بارفاتي ناير
بارفاتي ناير هي ممثلة وعارضة هندية ولدت في 5 ديسمبر 1992.

## روابط خارجية
- بارفاتي ناير على موقع IMDb (الإنجليزية)
- بارفاتي ناير على موقع قاعدة بيانات الفيلم (الإنجليزية)
- بارفاتي ناير على موقع كينوبويسك (الروسية)